# Bandera de la República Àrab Saharaui Democràtica
La bandera de la República Àrab Sahrauí Democràtica (RASD) és la mateixa que va utilitzar el Front Polisario des de 1973 en la seva lluita contra la colonització espanyola, i està basada en el disseny de la bandera de la rebel·lió àrab enfront de l'Imperi Otomà que va tenir lloc durant la I Guerra Mundial. La bandera consisteix en tres franges horitzontals de la mateixa grandària (negre, blanc i verd), unides amb un triangle vermell situat en la vora més pròxima a l'asta; a més, té l'afegit de la mitjana lluna i l'estrella vermelles en el centre de la bandera, símbol utilitzat en altres països magrebins. Quan es reconegui la independència del Sàhara Occidental, les franges negra i verda s'intercanviaran de lloc.